# Rautenschach
Unter dem Namen DIAMOND CHESS veröffentlichte im März 1886 „The British Chess Magazine“ eine Schachvariante von Porterfield Rynd, bei dem das normale Schachbrett wie eine Raute auf die weißfeldrige Spitze von h1 gestellt wird. Derart verkantet liegt es mit je einer weißfeldrigen Spitze vor den beiden Spielern.
|   | a | b | c | d | e | f | g | h |   |
| 8 |   |   |   |   |   |   |   |   | 8 |
| 7 |   |   |   |   |   |   |   |   | 7 |
| 6 |   |   |   |   |   |   |   |   | 6 |
| 5 |   |   |   |   |   |   |   |   | 5 |
| 4 |   |   |   |   |   |   |   |   | 4 |
| 3 |   |   |   |   |   |   |   |   | 3 |
| 2 |   |   |   |   |   |   |   |   | 2 |
| 1 |   |   |   |   |   |   |   |   | 1 |
|   | a | b | c | d | e | f | g | h |   |

Ausgangsstellung beim Rautenschach. (Das Brett müsste noch um 45° nach rechts gedreht werden.)

## Besonderheiten beim Ziehen der Figuren
Die Figuren ziehen wie üblich. Nur die Bauern bewegen sich diagonal (in Läuferrichtung) auf das gegnerische Lager zu. Schlagen können sie aber ähnlich dem Turm – nach links, und rechts; jedoch nur auf das entsprechende Nachbarfeld. Rochade ist logischerweise nicht möglich; über das Schlagen en passant oder den Bauerndoppelzug beim ersten Setzen ist nichts bekannt, Letzteres erscheint auch in den meisten Fällen unlogisch bzw. ist bei den Zentrumsbauern sogar unmöglich.
Die Bauernumwandlung erfolgt auf einem der gegenüberliegenden Randfelder: für Schwarz a1. … h1. … h8 bzw. für Weiß a1. … a8. … h8.

## Reiz des Spiels
Die Umkehrung der normalen Zugweise des Bauern gibt dem Spiel eine originelle Note und bietet neue Kombinationsmöglichkeiten, die vom Erfinder sogar als "höher als bei Normalschach" eingeschätzt wurden, was allerdings übertrieben erscheint. Zwei auf benachbarten Diagonalen verbundene Bauern können sich Zug um Zug vorwärts bewegen, so dass nach jedem Zug der eine den anderen schützt, was beim Normalschach nicht möglich ist, weil es nur eine Zugmöglichkeit bei zwei Schlagmöglichkeiten gibt.
Die Anzahl der Züge, die bis zum Erreichen eines Umwandlungsfeldes benötigt werden, schwankt erheblich und beläuft sich auf mindestens vier, aber höchstens zehn. Beim orthodoxen Schach kann ein Bauer das Umwandlungsfeld in fünf bis sechs Zügen erreichen.

## Varianten
Weitere Abarten des Diagonalschachs mit mehr oder weniger geringfügigen Abweichungen schufen 1913 in Frankreich I. Legan sowie 1943 in England J. A. Lewis, während der Berliner Edmund Nebermann 1926 die Idee einer "umgekehrten Bauernbewegung" in seinem "Berolina-Schach" aufgriff. Er war auch Autor eines Radio-Schach-Programms in den 1920er Jahren.

## Musterpartie
Weiß: P. Rynd
Schwarz: T. B. Rowland
1. d3 c4 2. Le2 e6 3. d4 c4xd4 4. e4xd4 Ld7 5. e4 b4 6. Lf3 e7 7. d2 Tg8 8. Tc1 f6 9. c3 f5 10. c4 b4xc4 11. c3xc4 d5xd4 12. e4xd4 f5xf4 13. Sxf4 Sb5 14. Se4 Tf8 15. c4xc5 Lxc5 16. SxL SxS 17. Df1 (falls 17. TxS, dann gewinnt 17. … Ta1+ die Dame) 17. … Sb3 18. c5! SxT 19. DxSc1 Sd4 20. Tb2 Sb3 21. Db1 Ta3 (falls 21. … Ta1, droht 22. Ta2+ TxT 23. DxT† Kb8 24. Sd3 Lxd6+) 22. Sd3 g5 23. f5 Txf5 24. Lg2 Da6 25. Sb4 Da4 26. Sc2 Dg4 27. SxT DxL 28. TxS Dxh4+ 29. Lh3 Dh8 30. Sc4 Tf1+ 31. DxT h4D 32. Sb4+ Kb7 33. Sd5+ Kc8 (falls Ka7, Matt in 4 Zügen) 34. Da6+ Kd8 35. Tb8+ Lc8 36. DxL††

## Quelle
- DDR-Jugendzeitung Junge Welt, Artikel "Brettspiele"; vorgestellt und erläutert von Heinz Machatscheck, Ausgabe ca. 1975